# Scipione Capece

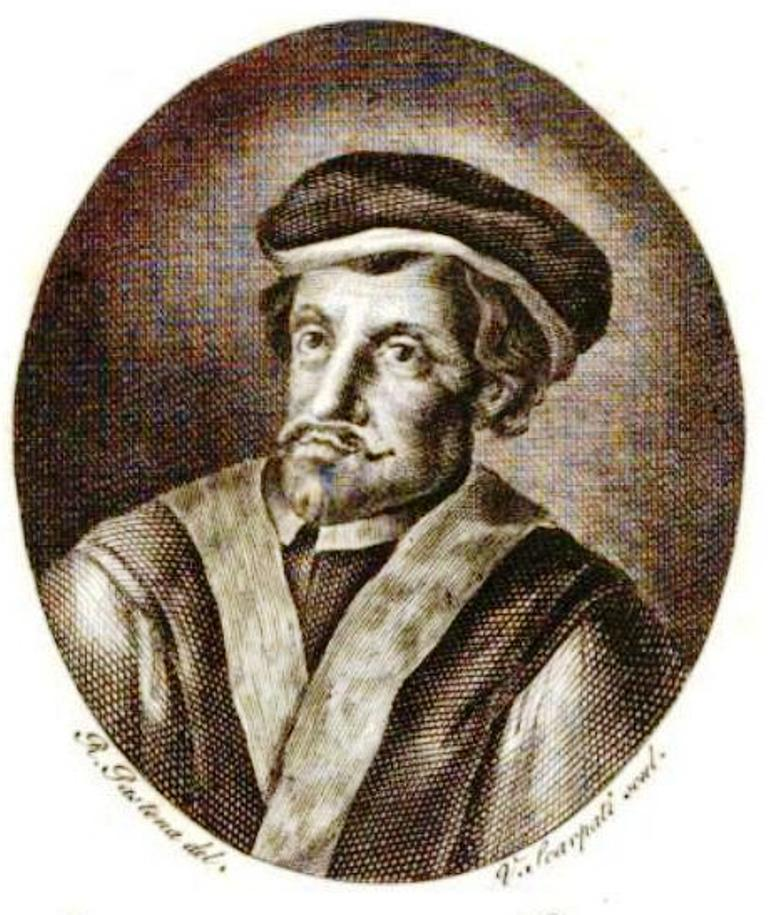
Scipione Capece

Scipione Capece (* um 1480 in Neapel; † 1551 ebenda) war ein italienischer Jurist und Humanist.

## Leben

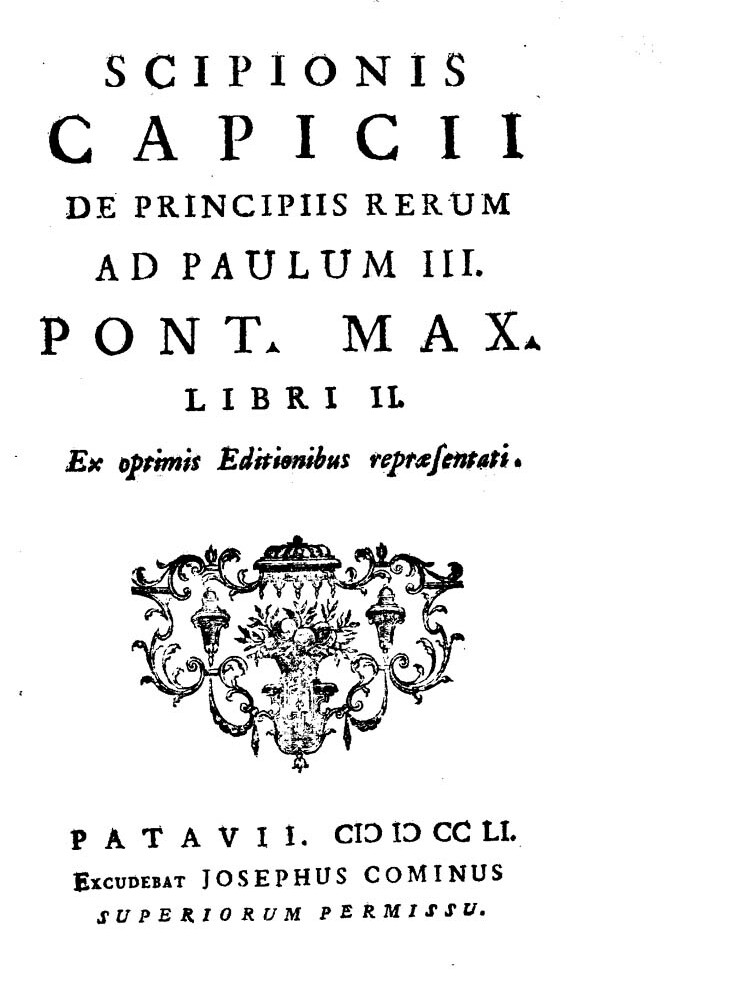
De principiis rerum, 1751

Capece, Sohn des Neapolitanischen Rechtsgelehrten Antonio Capece, unterrichtete bürgerliches Recht und schloss sich dem Humanistenkreis der Akademie des Pontano (lateinisch: Academia Pontaniana) an. Nach dem Tode Jacopo Sannazaros übernahm er die Leitung der Akademie. 1543 wurde er wegen seiner Beziehungen zur Gruppe um Juan de Valdés aus Neapel verbannt. Er verbrachte danach die meiste Zeit in Salerno. Außer rechtswissenschaftlichen Werken schrieb Capece auch lateinische Gedichte nach klassischem Vorbild.

## Werke
(Unvollständiger) Werkkatalog der lateinischen Dichtungen (in Klammern jeweils Gattung; Thema; literarische Vorbilder):
- De principiis rerum. Giuseppe Comino, Padua 1751 (Latein, Digitalisat – Lehrgedicht; Frage nach dem Urelement; Lukrez, De rerum natura).
- De vate maximo (Epos; Leben Johannes des Täufers; Bibelepik von der Spätantike bis zur Renaissance (inhaltlich) sowie das Epos der klassischen römischen Literatur (formal))
- Vier Elegien (Elegie, verschiedene Themen, auffällig ist das Fehlen erotischer Inhalte, die sich in der Renaissance großer Beliebtheit erfreuen; antike Elegie)
- Epigramme (Epigramm; verschiedene Themen; antikes Epigramm, vor allem Martial)

Zurzeit liegen keine modernen wissenschaftlichen Ausgaben und deutschen Übersetzungen seiner Werke vor.
| Personendaten    | Personendaten                      |
| ---------------- | ---------------------------------- |
| NAME             | Capece, Scipione                   |
| ALTERNATIVNAMEN  | Capicius, Scipio; Capycius, Scipio |
| KURZBESCHREIBUNG | italienischer Humanist und Jurist  |
| GEBURTSDATUM     | um 1480                            |
| GEBURTSORT       | Neapel                             |
| STERBEDATUM      | 1551                               |
| STERBEORT        | Neapel                             |